# Henriksdal, Kristinestad
Henriksdal är en by cirka 20 km söder om Kristinestad i Österbotten, Finland. Byn har runt 100 invånare. Byn grundades 1789 av pedagogen Henric Ehrenfors. Henriksdal kallas "Daalin" av lokalbefolkningen.  
Byn har ett eget samlingshus, Bystugan, som verkade som skola fram till 1973, då den drogs in p.g.a. för många elever. Bystugan har sedan dess renoverats och byggts ut i flera repriser. Idag används den för evenemang som fester, kurser och utställningar. I byn verkar Henriksdals byförening. Byn har också en egen sportplan med tennisplan och fotbollsplan.  

## Externa lännar
- Henriksdals byförening